# Jaremcze (hromada)
Jaremcze – miejska hromada terytorialna w obwodzie iwanofrankiwskim, w rejone nadwórniańskim.

## Miejscowości hromady
W skład hromady wchodzą miasto Jaremcze i wieś Mikuliczyn.